# Etan Cohen
Etan Cohen (Gerusalemme, 14 marzo 1974) è uno sceneggiatore e regista statunitense, a volte accreditato come Ethan Cohen, non è da confondere con il quasi omonimo collega Ethan Coen.

## Biografia
Cohen è cresciuto a Efrat in Israele e a Sharon nel Massachusetts. Diplomatosi alla Maimonides School e all'Harvard College, dove ha scritto per il Harvard Lampoon. Noto per aver lavorato con Mike Judge per le serie animate Beavis and Butt-head e King of the Hill e per aver scritto la sceneggiatura del film Idiocracy. Nel 2008 ha collaborato alla sceneggiatura del film di Ben Stiller Tropic Thunder, ha scritto la sceneggiatura del film d'animazione Madagascar 2 e di Men in Black 3.
Nel 2007 ha debuttato alla regia con il cortometraggio My Wife Is Retarded, con Gary Cole e Sean Astin. Nel 2015 dirige il suo primo lungometraggio, la commedia Duri si diventa con Will Ferrell e Kevin Hart. Nel 2018 dirige il film comico Holmes & Watson - 2 de menti al servizio della regina, una parodia demenziale di Sherlock Holmes.

## Filmografia

### Sceneggiatore
- Idiocracy (2006)
- Tropic Thunder (2008)
- Madagascar 2 (Madagascar: Escape 2 Africa) (2008)
- Men in Black 3 (2012)
- Duri si diventa (Get Hard) (2015)
- Holmes & Watson - 2 de menti al servizio della regina (Holmes & Watson) (2018)
- Troppo cattivi (The Bad Guys) (2022)

### Regista
- Duri si diventa (Get Hard) (2015)
- Holmes & Watson - 2 de menti al servizio della regina (Holmes & Watson) (2018)